# Canadian Forces Base Greenwood
Canadian Forces Base Greenwood är en militärbas i Kanada.   Den ligger i provinsen Nova Scotia, i den sydöstra delen av landet, 800 km öster om huvudstaden Ottawa. Canadian Forces Base Greenwood ligger 24 meter över havet.